# Poiana Micului, Suceava
Poiana Micului (în germană Buchenhain, în poloneză Pojana Mikuli) este un sat în comuna Mănăstirea Humorului din județul Suceava, Bucovina, România. Se află pe Râul Humor, la 5 km de izvorul acestuia.

## Istorie
Migrațiile în căutarea unei vieți mai bune reprezintă fundamentul istoriei Bucovinei. Tocmai în acest mod a luat naștere diversitatea bucovineană. La aceasta contribuie și migrațiile slovacilor și a polonezilor, în special cele ale goralilor din Czadec care din sec. XVI și până la jumătatea sec. al XX-lea au trasat un mare cerc migrator, cum scria cunoscutul cercetător al istoriei goralilor, Marian Gotkiewicz. Căci așa poate fi numită migrația goralilor, între aceștia și a locuitorilor satului Poiana Micului (Pojana Mikuli), de când, fugarii din Silezia și Małopolska, au ajuns în împrejurimile regiunii Czadec, iar apoi, la confluența sec. XVIII și XIX, au pornit după pâine în Bucovina austriacă, ajungând în 1803 la Cernăuți și în împrejurimile acestuia.
Unul din satele în care s-au așezat atunci a fost Stara Huta. În anul 1842, 40 de familii de gorali din Stara Huta (Huta Veche) au întemeiat, împreună cu nemții proveniți de pe teritoriul ceh, un sat nou, Poiana Micului (denumirea vine de la proprietarul român al acelui pământ, care era mic de statură).
Din 1834 exista deja Solonețu Nou (goralii din Hliboca), iar din 1835 Pleșa (goralii din Caliceanca, lângă Cernăuți, Stara Huta, Tereblecea). În anii 1895-1896, câteva zeci de familii de gorali din Poiana au emigrat în Bosnia, de unde, în anii 1923-1924, o parte dintre ei au emigrat în Brazilia.
În anul 1940, la ordinul autorităților celui de al III-lea Reich, locuitorii de origine nemțească, au părăsit Poiana. Au rămas 930 de persoane. Pe fronturile celui de-al doilea război mondial au pierit 20 dintre ei. 
În mai 1944, satul a fost incendiat în timpul războiului și 87 de familii (419 persoane) s-au strămutat în nord, la cunoștințe și rude din Tereblecea. O parte din locuitorii Poienii s-au întors în sat în ianuarie 1945, după mutarea liniei frontului spre apus. Oamenii, întâmpinați doar de ruine, au început să construiască colibe, în care au supraviețuit acelei ierni tragice. Mulți au murit din cauza tifosului, răcelii și altor boli. Mureau, mai ales, copiii. Și datorită acestei situații a început reîntoarcerea în Polonia. În noiembrie 1946 au plecat 77 persoane. În 2 martie 1947 au plecat 155 persoane. În 26 iunie 1947 au plecat 127 persoane. În al patrulea și ultimul transport au plecat 63 persoane. În Cehoslovacia a plecat un singur transport în aprilie 1947, aproximativ 68 de familii. 
În ciuda acestor plecări, viața în Poiana își continua cursul. Oamenii se ajutau reciproc în ridicarea de case noi. A fost construită școala nouă cu etaj, s-a înființat consiliul comunal, un centru de sănătate, o prăvălie, vechea biserică a fost reparată.
Autoritățile comuniste își vedeau de ale lor, dar populația Poienii era prea călită ca să se supună. În ciuda propagandei antibisericești, oamenii se adunau la biserică, copiii învățau și vorbeau limba polonă.
După război, în anii 1950-1960 preotul Iosif Tălmăcel a fost paroh. Nu vorbea polona, dar după un timp a învățat să vorbească cu noi ca noi. La Poiana venea apoi preotul Szurgot, paroh și apoi decan de Gura Humorului, care ținea predica în limba polonă.
Dintre toți preoții, cel mai mult a fost preotul paroh Cazimir Cotolevici, înlocuit în 2003 de către preoții formați în Polonia: mai întâi pr. Marius Bucevschi, apoi în 2005 preotul  Alfons Zelionka. Din 2006 paroh este preotul Gabriel Bucur care cu tragere de inimă învață polona.
În anii 1990 câteva persoane au plecat și s-au stabilit în Polonia, câteva în Germania; doi băieți au devenit preoți, iar câteva fete au decis să intre în viața monahală.
În Poiana, spre deosebire de alte sate din Bucovina, se nasc mulți copii, fapt pentru care, încă mulți ani, vor fi aici cu noi și urmașii noștri. Pentru ei a fost înființată o nouă grădiniță. În acest an a început și construcția noii școli, adaptată la nevoile copiilor, cu sprijinul autorităților din Polonia. De asemenea s-a terminat construcția noii Case Polone (Dom Polski) pe locul vechiului Cămin Cultural. Aici activează ansamblul folcloric Mała Pojana.

## Recensământul din 1930
Componența etnică a satului Poiana Micului
     Germani (53,24%)
     Români (0,61%)
     Evrei (0,67%)
     Ruteni (0,19%)
     Polonezi (45,29%)
Componența confesională a satului Poiana Micului
     Romano-catolici (98,66%)
     Ortodocși (0,67%)
     Mozaici (0,67%)
Conform recensământului efectuat în 1930, populația satului Poiana Micului se ridica la 1.636 locuitori. Majoritatea locuitorilor erau germani (53,24%), mai precis germani bucovineni, cu o minoritate de români (0,61%), una de evrei (0,67%), una de ruteni (0,19%) și una de polonezi (45,29%). Din punct de vedere confesional, majoritatea locuitorilor erau romano-catolici (98,66%), dar existau și ortodocși (0,67%) și mozaici (0,67%).

## Obiective turistice
- Biserica Preasfânta Inimă a lui Isus din Poiana Micului - biserică romano-catolică construită în anul 1894, arsă în 1944 și apoi reconstruită în 1964